# The Davincibles
Os Davincibles é um desenho animado criado por Fillippo Flocchi e co-produzido pela produtora franco-americana Moonscoop, a australiana SLR Productions, pela italiana Neo Network e pela indiana Big Animation Pvt. No Brasil, a série é exibida desde 2012 no canal Gloob. Em Portugal, foi exibida desde 2011 até 2012 no Canal Panda e mais tarde, em 2017, na SIC K. O Cartoon TV (posição 39 da ZAP) em Angola e Moçambique, exibe a série desde que o canal entrou na operadora.

## Sinopse
A animação mostra as aventuras e desváneios de Pablo, a sua irmã Zoe e o seu tio Leo DaVinci, uma família descedente do pintor Leonardo da Vinci, e se auto intitulam como “DaVincibles“. A familia possui uma loja de antiguidades que vende artefatos e pinturas criados pelo famoso parente. Os três estão sempre viajando ao redor do mundo em busca de tais antiguidades e sempre se deparam com a “Sociedade dos Vilões Muito Maus”, um grupo de bandidos que fazem de tudo para impedir que os DaVincibles encontrem as relíquias.

## Dubladores
| Personagem  | Brasil              |
| ----------- | ------------------- |
| Pablo       | Charles Emmanuel    |
| Zoe         | Luisa Palomanes     |
| Leo DaVinci | Eduardo Borguerth   |
| Quba        | Mauro Ramos         |
| Coelita     | Christiane Monteiro |
| Mascote     | Sérgio Stern        |